# Slobodan u istini – Blaženi Alojzije Stepinac
Slobodan u istini – Blaženi Alojzije Stepinac, oratorij je za četvero pjevača–solista, mješoviti zbor, orkestar i orgulje o životu Alojzija Stepinca koji je skladao Šime Marović na tekst Ante Mateljana. Sastoji se od prologa, triju središnjih djelova i epiloga koji prate Stepinčev život od imenovanja zagrebačkim nadbiskupom do beatifikacije.
Praizveden je u zagrebačkoj katedrali 2018.
Nakon Zagreba, izveden je u Splitu i u Makarskoj.